# Neohecalus apicalis
Neohecalus apicalis är en insektsart som beskrevs av Van Duzee 1909. Neohecalus apicalis ingår i släktet Neohecalus och familjen dvärgstritar. Inga underarter finns listade i Catalogue of Life.